# トンネル抜けたら三宅坂
『トンネル抜けたら三宅坂』（トンネルぬけたらみやけざか）は、原作：森高夕次、漫画：月子による日本の漫画作品。『ビッグコミックスペリオール』（小学館）にて連載中。2012年22号から連載開始。 2014年14号に掲載された後は休載している。

## 概要
一見すると美少年だが、実はとてつもない性欲を持った変態少年が巻き起こすギャグ作品。2000年9月に創刊され、同年11月に廃刊となった『コミックバウンド』（スクウェア・エニックス）に掲載されていた同名タイトルの漫画のリメイク作品で（当時の作者は『原作：森高夕次』『漫画：藤代健』）、原作者である森高の強い希望により「チャレンジ復活連載」として、漫画執筆者を変更しリメイクしている。
『ビッグコミックスペリオール』2014年4号を以て「第一部」が終了。2014年9号より毎号連載のショートストーリーに変更された「第二部」がスタートしたが、2014年14号にて再開不定の休載が発表されている。

## 登場人物
三宅坂 登（みやけざか のぼる）
一見すると美少年な小学5年生。スポーツ万能で成績も優秀、ファンの女子もいるが、スカした態度から嫌っている女子も多い。
実は性衝動の塊で、担任の美女木からは「一般小学5年生の10倍の性欲を持つ男」と要注意人物扱いされている。ブリーフパンツ一枚で過ごすことが多い。趣味で漫画を描いているが、内容は18禁のエロ漫画で、成人漫画誌の編集長からは義務教育が終われば堂々とプロとしてデビューできるかもしれないと、その将来性を買われ、本人も将来は18禁の漫画家になりたいと考えている。
変態ではあるが、コンドームを知らなかったり、美女木が貧乳の上垂乳だと知ってショックで泣いたり、父親が警察官なので何をしても逮捕されないと考えているなど、まだ歳相応な所もある。犬が大好きで犬を見ると我を忘れてしまうが、犬からは嫌われてるらしく、自分の飼い犬にすら噛まれている。
実は視力が5.0以上あるが、身体測定で遠くから女子の測定を盗み見する等、ろくなことに使っていない。
美女木 光子（びじょぎ みつこ）
登のクラスの担任。登の変態行動の数々を危険視している。
一見するとスタイル抜群の美女だが、実は貧乳かつ垂乳で、ブラジャーの中にタオルを詰めて誤魔化している。婚約者がいるが、そのことを知られたくないため、結婚まで清い関係でいようと相手を無理やり納得させている。
昌美（まさみ）
登のクラスメイト。生真面目な性格で、本人は「メガネブス」と思っているが、登の見立てではクラスで一番のグラマー。登の変態行動を嫌がる反面、その強引さに惹かれ、淡い恋心を抱き始めている。
彩子（あやこ）
登のクラスメイト。クラスで一番の美少女で、おっとりした性格。登から好意を持たれ、自分の縦笛を舐められたり、上履きの匂いを嗅がれたりと登の変態行動のターゲットにされているが、本人は気づいていない。
滝野川 由美（たきのがわ ゆみ）
登のクラスメイト。最近登の小学校に転校してきた、成績優秀な美少女。転校前の小学校では学年1位だったこともあり、成績優秀な登にライバル意識を持ちつつ、その変態行動に驚いている。
護国寺 進（ごこくじ すすむ）
登のクラスメイト。登が盗んだクラスの女子のブルマーを餌にエロ本を買いに行かされたりしていて、ほとんど登の子分と化している。だが、登が変態だが、犬好きの優しい少年だという事も知っている。
外苑 都（がいえん みやこ）
登の通う小学校の漫画研究会の部長で小学6年生。登の漫画の技術を知り興味を持ち漫研へ呼び寄せるが、そのために登と関わりを持つことになってしまう。
母親は成人向けの漫画誌の編集長だが、本人は成人漫画を嫌っていて、王道少年スポーツ根性漫画を描いている。だが、登と関わりを持つことによって、徐々に成人漫画に惹かれつつある。
代官町 芳樹（だいかんちょう よしき）
美女木の婚約者で、二枚目で性格も悪くない。父親は日本最大のAVメーカー『Dプランニング』の社長で、自身も専務として仕事に携わっている。美女木からは仕事については理解されているが、最後の一線を越えられないことにモヤモヤしている。
登と関わってしまい、以後色々と振り回されている。
浜崎橋 栗子（はまさきばし くりこ）
『Dプランニング』専属のAV女優。一見するとおっとりしているが、実はかなりしたたかな性格。AV女優としての賞味期限は長くない事を自覚していて、人気が無くなる前に、美女木から芳樹を略奪し、玉の輿を狙っている。
登の母（のぼるのはは）
登がブリーフ一枚で家の中をうろついたり、漫画を描いたりしても叱らずに寛容だが、エロにだけは厳しく、登の変態行動にいつも悩まされている。だが、登の変態行動を他人に指摘されると、逆ギレを起こし、美女木からはモンスターペアレント扱いされている。
登の父（のぼるのちち）
警視庁の生活安全課に勤務する刑事。無修正のアダルトビデオや違法な撮影の取り締まりを行っている。本人はこの仕事にうんざりしているが、家のローンも残っていて家族のためにも人並みに出世したいと思っているので、渋々仕事に励んでいる。
登の変態行動の数々を、男の子なら一度は経験する通過儀礼のようなものと、それ程危険視していなかったが、最近になって偶然、登の変態行動を頻繁に目撃するようになり、不安視し始めている。
談合坂 蜜（だんごうざか みつ）
護国寺進の家庭教師で、美人でセクシーな名門大学の女子大生。男運が無いのか、付き合う男はダメ人間ばかりだが、本人もダメンズ好きで、「みちお」というダメ中年男と同棲している。
外苑 清子（がいえん きよこ）
外苑都の母親で、成人漫画誌『月刊ロリポップ』の編集長。自分の仕事に誇りを持っていて、仕事に関しては厳しい。娘には将来グラビアアイドルかつ成人向け漫画家として育てようと目論んでいる。
一ツ橋 マキ子（ひとつばし マキこ）
月刊ロリポップで『プリン・マンゴー』のペンネームで執筆している人気漫画家。外苑清子とは大学の同期で、漫画研究会に所属していた。美人でスタイル抜群だが、変態。

## 単行本
- 原作：森高夕次、漫画：月子 『トンネル抜けたら三宅坂』 小学館〈ビッグコミックス〉、既刊2巻
  1. 2013年9月4日発行、2013年8月30日発売 ISBN 978-4-09-185398-1
  2. 2014年4月2日発行、2014年3月28日発売 ISBN 978-4-09-186158-0